# 물란제현

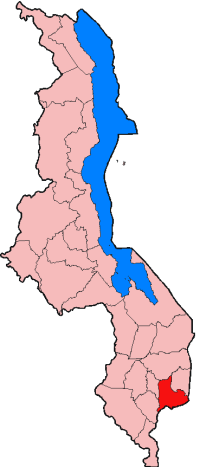
물란제현

물란제현(Mulanje District)는 말라위 남부지구에 위치한 현으로, 현도는 물란제이며 면적은 2,056km2, 인구는 428,322명이다. 좀바현과 팔롬베현, 티올로현, 치라줄루현과 인접해 있으며 모잠비크와 국경을 맞대고 있다.